# Eric Bristow
Eric Bristow (London, 1957. április 25. – Liverpool, 2018. április 5.) ötszörös világbajnok angol dartsjátékos. 1976-tól 1993-ig a British Darts Organisation, majd 1993-tól 2007-ig a Professional Darts Corporation tagja, utóbbi szervezetnek egyik alapítója is. Beceneve "The Crafty Cockney".

## Pályafutása

### BDO
Bristow 1977 és 1993 között játszott a BDO szervezetnél. Összesen tíz világbajnoki döntőt játszott, amelyekből ötöt megnyert. Hatszor volt az első helyen a világranglistán, ami rekord a BDO-nál. Öt világbajnoki címe mellett ötször nyerte meg a World Masters-t, négyszer a World Cup-ot.
22 nagytornát nyert meg a BDO-nál és összesen 70 címet szerzett karrierje során. 1987-től a Dartitis-ben szenvedett, amely betegség a dartsjátékosoknál fordul elő. Emiatt teljesítménye visszaesett, korábbi formáját sosem nyerte vissza, de voltak még jó eredményei.
1988-ban Bristow elnyerte az év játékosa címet, majd 1989-ben a Brit Birodalom Rendjének (MBE) tagja lett.
Utolsó világbajnoki döntőjét 1990-ben az általa felfedezett és mentorált Phil Taylor ellen játszotta, aki ebben az évben szerezte meg első világbajnoki győzelmét.

### PDC
Bristow tagja volt annak a 16 játékosnak, akik létrehozták a PDC-t (korábbi nevén WDC-t). Az új szervezetnél már egyáltalán nem tudta felvenni a versenyt a legjobbakkal, hatszor indult a World Matchplay nagytornán, de egy alkalommal sem sikerült az első körnél tovább eljutnia.
A PDC világbajnokságain 1994-től vett részt, itt a legjobb eredménye az 1997-ben elért elődöntő, ahol Taylortól 5–4-re kapott ki. Bár játékosként még 2007-ig a PDC tagja maradt, világbajnokságon utoljára 2000-ben vett részt.
Pályafutása mellett az 1990-es évek elejétől egészen 2016-ig a Sky Sports csatorna kommentátoraként is jelen volt a PDC versenyein.

## Tornagyőzelmei

### BDO
- Belgium Open: 1978, 1980, 1981
- British Gold Cup: 1980
- British Open: 1978, 1981, 1983, 1986
- British Pentathlon: 1981, 1989
- Denmark Open: 1980, 1984, 1989
- Dry Blackthorn Cider Masters: 1984, 1985, 1987
- Flowers Dartsathlon: 1984
- French Open: 1985
- Golden Darts Championship: 1979, 1980
- Golden Gate Classic: 1980
- Isle Of Man Challenge: 1983
- MFI World Pairs: 1987
- North American Open: 1979, 1983, 1984, 1986
- Pacific Masters: 1981, 1986
- PDC World Pairs: 1995
- Santa Monica Open: 1979
- Swedish Open: 1979, 1981, 1982
- Tokyo World Darts Grand Prix: 1988
- WDF World Cup Singles: 1983, 1985, 1987, 1989
- WDF World Cup Pairs: 1977, 1979, 1983, 1985, 1987, 1989
- WDF World Cup Team: 1979, 1981, 1983, 1987, 1991
- WDF Europe Cup Pairs: 1978, 1986
- World Champion Super Challenge: 1984
- News of the World: 1983, 1984
- Butlins Grand Masters: 1981, 1982, 1983, 1985, 1986
- MFI World Matchplay: 1985, 1988
- British Professional: 1982, 1985
- British Matchplay: 1982, 1983, 1986

## Döntői

### BDO és WDF nagytornák: 31 döntős szereplés
| Történet                   |
| BDO Világbajnokság (5–5)   |
| World Masters (5–1)        |
| British Professional (2–0) |
| World Matchplay (2–0)      |
| Grand Masters (5–1)        |
| British Matchplay (3–2)    |

| Eredmény | Sorszám | Év   | Bajnokság                             | Ellenfél a döntőben | Pontok     |
| Döntős   | 1.      | 1977 | British Matchplay (1)                 | Rab Smith           | Ismeretlen |
| Győztes  | 1.      | 1977 | Winmau World Masters (1)              | Paul Reynolds       | 3–1 (sz)   |
| Döntős   | 2.      | 1977 | Butlins Grand Masters (1)             | John Lowe           | 4–5 (sz)   |
| Győztes  | 2.      | 1979 | Winmau World Masters (1)              | Allan Hogg          | 2–0 (sz)   |
| Győztes  | 3.      | 1980 | BDO Világbajnokság (1)                | Bobby George        | 5–3 (sz)   |
| Győztes  | 4.      | 1981 | BDO Világbajnokság (2)                | John Lowe           | 5–3 (sz)   |
| Győztes  | 5.      | 1981 | Butlins Grand Masters (1)             | John Lowe           | Ismeretlen |
| Győztes  | 6.      | 1981 | Winmau World Masters (3)              | John Lowe           | 2–1 (sz)   |
| Győztes  | 7.      | 1982 | British Matchplay (1)                 | Dave Whitcombe      | 2–0 (sz)   |
| Győztes  | 8.      | 1982 | Butlins Grand Masters (2)             | Cliff Lazarenko     | Ismeretlen |
| Győztes  | 9.      | 1982 | British Professional Championship (1) | John Lowe           | 7–3 (sz)   |
| Döntős   | 3.      | 1983 | BDO Világbajnokság (1)                | Keith Deller        | 5–6 (sz)   |
| Győztes  | 10.     | 1983 | British Matchplay (2)                 | Keith Deller        | 3–2 (sz)   |
| Győztes  | 11.     | 1983 | Butlins Grand Masters (3)             | Jocky Wilson        | 5–1 (sz)   |
| Győztes  | 12.     | 1983 | Winmau World Masters (4)              | Mike Gregory        | 2–1 (sz)   |
| Győztes  | 13.     | 1984 | BDO Világbajnokság (3)                | Dave Whitcombe      | 7–1 (sz)   |
| Győztes  | 14.     | 1984 | Winmau World Masters (5)              | Keith Deller        | 3–1 (sz)   |
| Győztes  | 15.     | 1985 | BDO Világbajnokság (4)                | John Lowe           | 6–2 (sz)   |
| Győztes  | 16.     | 1985 | Butlins Grand Masters (4)             | Terry O'Dea         | 5–3 (sz)   |
| Győztes  | 17.     | 1985 | MFI World Matchplay (1)               | Bob Anderson        | 5–4 (sz)   |
| Győztes  | 18.     | 1985 | British Professional Championship (2) | John Lowe           | 7–4 (sz)   |
| Győztes  | 19.     | 1986 | BDO Világbajnokság (5)                | Dave Whitcombe      | 6–0 (sz)   |
| Győztes  | 20.     | 1986 | British Matchplay (3)                 | Dave Whitcombe      | 3–1 (sz)   |
| Győztes  | 21.     | 1986 | Butlins Grand Masters (5)             | Bob Sinnaeve        | Ismeretlen |
| Döntős   | 4.      | 1987 | BDO Világbajnokság (2)                | John Lowe           | 4–6 (sz)   |
| Döntős   | 5.      | 1987 | British Matchplay (2)                 | Dave Whitcombe      | 0–3 (sz)   |
| Győztes  | 22.     | 1988 | MFI World Matchplay (2)               | Bob Sinnaeve        | 5–1 (sz)   |
| Döntős   | 6.      | 1989 | BDO Világbajnokság (3)                | Jocky Wilson        | 4–6 (sz)   |
| Döntős   | 7.      | 1989 | Winmau World Masters (1)              | Peter Evison        | 2–3 (sz)   |
| Döntős   | 8.      | 1990 | BDO Világbajnokság (4)                | Phil Taylor         | 1–6 (sz)   |
| Döntős   | 9.      | 1991 | BDO Világbajnokság (5)                | Dennis Priestley    | 0–6 (sz)   |

### WDF nagytornák: 6 döntős szereplés
| Történet         |
| World Cup (4–0)  |
| Europe Cup (0–2) |

| Eredmény | Sorszám | Év   | Bajnokság              | Ellenfél a döntőben | Pontok         |
| Döntős   | 1.      | 1980 | Europe Cup Singles (1) | Tony Brown          | Ismeretlen     |
| Döntős   | 2.      | 1982 | Europe Cup Singles (2) | Bobby George        | 0–4            |
| Győztes  | 1.      | 1983 | World Cup Singles (1)  | Jocky Wilson        | 4–2 (l)        |
| Győztes  | 2.      | 1985 | World Cup Singles (2)  | Tony Payne          | 4–2 (l)        |
| Győztes  | 3.      | 1987 | World Cup Singles (3)  | Bob Sinnaeve        | Ismeretlen (l) |
| Győztes  | 4.      | 1989 | World Cup Singles (4)  | Jack McKenna        | Ismeretlen (l) |

### Független nagytornák: 2 döntős szereplés
| Eredmény | Sorszám | Év   | Bajnokság                          | Ellenfél a döntőben | Pontok  |
| Győztes  | 1.      | 1983 | News of the World Championship (1) | Ralph Flatt         | 2–0 (l) |
| Győztes  | 2.      | 1984 | News of the World Championship (2) | Ian Robertson       | 2–0 (l) |

1. 1 2 3  (l) = pontszám legekben, (sz) = pontszám szettekben.

## Világbajnoki szereplései

### BDO
- 1978: Első kör (vereség  Conrad Daniels ellen 3–6 (leg))
- 1979: Negyeddöntő (vereség  Alan Evans ellen 1–3 (szett))
- 1980: Győztes ( Bobby George ellen 5–3)
- 1981: Győztes ( John Lowe ellen 5–3)
- 1982: Első kör (vereség  Steve Brennan ellen 0–2)
- 1983: Döntő (vereség  Keith Deller ellen 5–6)
- 1984: Győztes ( Dave Whitcombe ellen 7–1)
- 1985: Győztes ( John Lowe ellen 6–2)
- 1986: Győztes ( Dave Whitcombe ellen 6–0)
- 1987: Döntő (vereség  John Lowe ellen 4–6)
- 1988: Elődöntő (vereség  John Lowe ellen 2–5)
- 1989: Döntő (vereség  Jocky Wilson ellen 4–6)
- 1990: Döntő (vereség  Phil Taylor ellen 1–6)
- 1991: Döntő (vereség  Dennis Priestley ellen 0–6)
- 1992: Második kör (vereség  Martin Phillips ellen 2–3)
- 1993: Második kör (vereség  Bob Anderson ellen 0–3)

### PDC
- 1994: Csoportkör (Legjobb 24) (vereség  Rod Harrington ellen 1–3 és győzelem  Sean Downs ellen 3–2)
- 1995: Csoportkör (Legjobb 24) (vereség  Rod Harrington ellen 0–3 és  Shayne Burgess ellen 0–3)
- 1996: Csoportkör (Legjobb 24) (vereség  Dennis Priestley ellen 0–3 és győzelem  Richie Gardner ellen 3–2)
- 1997: Elődöntő (vereség  Phil Taylor ellen 4–5); 4. hely a "bronzmeccsen" (vereség  Peter Evison ellen 2–4)
- 1998: Csoportkör (Legjobb 24) (vereség  Dennis Priestley ellen 0–3 és  Steve Raw ellen 0–3)
- 1999: Első kör (vereség  Peter Manley ellen 0–3)
- 2000: Első kör (vereség  Steve Brown ellen 2–3)